# Lisa Power
Lisa Power (Croydon, diciembre de 1954) es una activista en educación sexual y derechos LGBT, y fue la primera persona que habló en Naciones Unidas en nombre de los derechos de los homosexuales.

## Trayectoria
El 20 de mayo de 1989 fundó junto con Ian McKellen y Michael Cashman la ONG Stonewall, para combatir además de con protestas públicas la sección 28 promovida en 1988 por el gobierno de Margaret Thatcher, que afirmaba que las autoridades locales «no deben promocionar intencionadamente la homosexualidad o publicar material con la intención de promocionar la homosexualidad» o «promocionar la enseñanza de la aceptabilidad de la homosexualidad como una supuesta relación familiar en cualquier escuela subvencionada».
Desde 1996 y hasta 2014, Power se encargó de la política de empresa y relaciones públicas en la organización sin ánimo de lucro Terrence Higgins Trust, que lucha contra el VIH y por la mejora de la salud sexual en Reino Unido. Antes de esto, fue Secretaria general de la Asociación Internacional de Lesbianas y Gays, cofundadora de Pink Paper y escribió una historia oral del Frente de liberación Gay de Londres, No Bath But Plenty of Bubbles: An Oral History of the Gay Liberation Front, 1970–1973, ahora descatalogado.
Lisa Power ocupó el número 100 en la lista de Pride Power List en 2011.